# Normantha
Normantha, monotipski biljni rod trajnica ili polugrmova iz porodice štitarki, smješten u tribus Heteromorpheae. Jedina vrsta je N. filiformis iz  južne tropske Afrike (Tanzanija; Angola; Zambija)
Rod je opisan u Phytotaxa 298(1): 74 (2017).